# Staatliche Kunstsammlungen Dresden
La Staatliche Kunstsammlungen Dresden (ˈʃtaːtlɪçə ˈkʊnstˌzamlʊŋən ˈdʁeːzdən), Collezioni d'arte di Dresda) è un'istituzione culturale di Dresda, in Germania, di proprietà dello stato della Sassonia. È una delle istituzioni museali più rinomate e più antiche del mondo, proveniente dalle collezioni degli elettori sassoni nel XVI secolo.
È costituita da dodici musei, gran parte dei quali ospitati nel Castello di Dresda, nello Zwinger e nell'Albertinum.

## Storia
I musei appartenenti alla Staatliche Kunstsammlungen Dresden ebbero origine dalle collezioni degli Elettori di Sassonia, molti dei quali erano re di Polonia. Fonti storiche documentano che Augusto I di Sassonia fondò la Kunstkammer (letteralmente “camera d'arte”) nel 1560, una collezione di dipinti collocata nel Castello di Dresda. Augusto il Forte e suo figlio, Augusto III di Polonia, erano grandi mecenati e conoscitori d'arte. Svilupparono le loro collezioni d'arte in modo sistematico e non solo fornirono una base di straordinari capolavori alla Staatliche Kunstsammlungen di Dresda, ma resero queste opere accessibili a selezionati circoli al loro tempo.
La Staatliche Kunstsammlungen è divenuta un organismo statale del 1º gennaio 2009. L'associazione comprende dodici musei che operano in modo indipendente nel contesto della propria collezione, ma tutti condividono varie istituzioni e strutture, nonché un'amministrazione centrale.

## Musei
Sono 12 i musei appartenenti alla Staatliche Kunstsammlungen Dresden.

### Gallerie di pittura
- Gemäldegalerie Alte Meister (Galleria degli antichi maestri), Zwinger
- Galerie Neue Meister all'Albertinum
- Kupferstich-Kabinett (Collezione di stampe, disegni e fotografie), Castello di Dresda

### Musei d'arte
- Grünes Gewölbe (Volta Verde) con la Storica e Nuova Volta Verde, Castello di Dresda
- Mathematisch-Physikalischer Salon (Collezione di strumenti di matematica e fisica), Zwinger (alla ovest)
- Rüstkammer (Armeria) con la Sala Turca, Castello di Dresda
- Porzellansammlung (Collezione di porcellane), Zwinger (Glockenspielpavillon)
- Münzkabinett (Museo numismatico), Castello di Dresda
- Skulpturensammlung (Collezione di sculture), Albertinum
- Kunstgewerbemuseum (Museo dell'artigianato), Castello di Pillnitz

### Musei etnografici
- Collezioni etnografiche statali con il Museum für Völkerkunde Dresden nel Palazzo giapponese, il Museum für Völkerkunde zu Leipzig e il Museo di etnografia di Herrnhut
- Museum für Sächsische Volkskunst and Puppentheatersammlung (Museo di arte folkloristica e teatrale delle marionette), Jägerhof

Altre istituzioni come la Kunstbibliothek (Biblioteca d'arte), il Kunstfonds (Fondo artistico) e il Gerhard Richter Archiv (Archivio Gerhard Richter) appartengono alla Staatliche Kunstsammlungen Dresden.

## Ubicazioni
I musei della Staatliche Kunstsammlungen sono ospitati in sei diversi palazzi. Ad eccezione del castello di Pillnitz sono tutti ubicati nel centro storico di Dresda.
Il Castello di Dresda ospita Volta Verde Storica (Historisches Grüne Gewölbe) e Nuova Volta Verde (Neues Grüne Gewölbe), Museo di numismatica (Münzkabinett), Collezione di stampe, disegni e fotografie (Kupferstich-Kabinett) e Museo delle armi (Rüstkammer) con la Sala Turca (Türckische Cammer).
Lo Zwinger ospita la Galleria dei grandi maestri (Gemäldegalerie Alte Meister), la Collezione di porcellane (Porzellansammlung), e la Collezione di strumenti di matematica e fisica (Mathematisch-Physikalischer Salon).
Nell'Albertinum si trova la Galerie Neue Meister e la Collezione di sculture (Skulpturensammlung).
Il Castello di Pillnitz ospita il Museo dell'artigianato (Kunstgewerbemuseum) mentre nel Palazzo giapponese sono ubicati il Museo etnografico (Museum für Völkerkunde). Il Museo del folklore sassone e del teatro delle marionette (Museum für Sächsische Volkskunst and Puppentheatersammlung) si trova a Jägerhof nella Dresda-Neustadt.